# Гетисбург (Пенсилванија)
Гетисбург (енгл. Gettysburg) град је у америчкој савезној држави Пенсилванија.

## Историја
Град је био поприште важне битке у Америчком грађанском рату. Град и околина се налазе нау Гетизбуршком националном војном парку где се налази више од 1.200 споменика из Грађанског рата, натписа и плоча.

## Демографија
По попису из 2010. године број становника је 7.620, што је 130 (1,7%) становника више него 2000. године.
| Група             | 2000.         | 2010.         |
| Белци             | 6.208 (82,9%) | 6.066 (79,6%) |
| Афроамериканци    | 434 (5,8%)    | 441 (5,8%)    |
| Азијати           | 96 (1,3%)     | 142 (1,9%)    |
| Хиспаноамериканци | 601 (8,0%)    | 834 (10,9%)   |
| Укупно            | 7.490         | 7.620         |